# Eupithecia fioriata
Eupitecia fioriata es una especie de polilla de la familia Geometridae. La especie fue descrita por primera vez por Eduard Schütze en 1961 con distribución en Libia. El holotipo de la especie fue descrita en el sector Tripolitania de Jefren. Es una polilla mediana a pequeña con una envergadura de unos 18 milímetros (0,7 plg).